# Rafael Correa
Rafael Vicente Correa Delgado (Guayaquil, 6 d'abril de 1963) és un economista i polític equatorià.

## Biografia

### Ministre d'economia (2005)
Doctor en economia per la Universitat d'Illinois el 2001, fou durant quatre mesos (d'abril a agost de 2005) ministre d'economia del govern del president Alfredo Palacio. Durant la seva gestió va proposar una postura d'esquerres, oposada als organismes com el Banc Mundial i el Fons Monetari Internacional, i a favor d'una major participació de l'Estat en els recursos petroliers. També va eliminar un fons d'estabilització dels ingressos petroliers, el qual Correa acusava de ser un mecanisme que afavoria els interessos dels posseïdors d'accions de deute públic, i el va substituir per un «compte de reactivació productiva i social» per afavorir la inversió social i productiva. Palacio li va demanar renunciar al càrrec, que va fer efectiva el 8 d'agost de 2005.

### Presidència de l'Equador (2007-2017)
En les eleccions presidencials de l'Equador de 2006 aconseguí la victòria amb la coalició Partido Socialista Frente Amplio / Alianza País, d'ideologia esquerra nacionalista, per davant del candidat populista conservador Álvaro Noboa; la presa de possessió de la presidència tingué lloc el 15 de gener de 2007, juntament amb el vicepresident Lenin Moreno.
Les seves propostes i posicionaments econòmics per al nou govern del país, reflectides en la composició del seu equip executiu, estan a mig camí de la «línia dura» d'Hugo Chávez i Evo Morales i les tendències més clàssicament socialdemòcrates de Néstor Kirchner o Luiz Inácio Lula da Silva. Proposa la renegociació del deute extern del país, l'aturada de les negociacions per incorporar-se al Tractat de Lliure Comerç amb els Estats Units, amb una posterior renegociació, i una major despesa en aspectes socials. És partidari de limitar el pagament del deute extern i, fins i tot, de renegociar-la de forma semblant a com s'ha fet a l'Argentina amb el govern de Néstor Kirchner. També és partidari d'una assemblea constituent per reformar la constitució actual i modificar el marc institucional de l'estat.
Després d'uns primers mesos de govern força inestables, a causa dels enfrontaments amb els partits polítics tradicionals, que veien en les polítiques de Correa un atac als seus privilegis tradicionals, el 15 d'abril de 2007 rebé un ampli suport (83% de vots a favor) en el referèndum per a la creació de la nova Assemblea Constituent. A la reforma constitucional s'hi sumaren la majoria de partits polítics i la nova constitució fou aprovada en 2008 amb un 74% de suport, i reformava els òrgans de govern de l'estat, despolititzà el poder judicial i elaborà un nou model territorial. Fou reelegit en 2009 per majoria absoluta en la primera volta, i en 2013 va renovar amb el 56% de vots en la prinera volta.

### Vida postpresidencial
Correa i la seva família es van mudar a Bèlgica en acabar el seu mandat en 2017, tot i ser investigat per la justícia, i en 2020 va demanar l'asil polític.

### Condemna per corrupció
En 2020 fou condemnat a vuit anys de presó per haver liderat una xarxa de corrupció entre 2012 i 2016 amb la que va finançar de manera irregular el seu moviment polític a canvi de l'adjudicació de milionaris contractes de l'Estat a diverses empreses, entre elles Odebrecht.